# Семихатка
Семихатка (укр. Семихатка) — село в Генической городской общине Генического района Херсонской области Украины.
Население по переписи 2001 года составляло 561 человек. Почтовый индекс — 75568. Телефонный код — 5534. Код КОАТУУ — 6522187504.

## Местный совет
75517, Херсонская обл., Генический р-н, с. Червоное, ул. Центральная, 11